# Stanisław Maczek
General Stanisław Maczek (Szczerzec, 31. ožujka 1892. – Edinburgh, 11. prosinca 1994.), posljednji zapovjednik poljskog 1. vojnog korpusa pod savezničkim zapovjedništvom i zapovjednik slavne 1. poljske oklopne divizije. Bio je ratni veteran 1. svjetskog rata, poljsko-ukrajinskog i poljsko-boljševičkog rata, no najpoznatiji je po svojem zapovjedništvu oklopnim postrojbama u 2. svjetskom ratu. Ujedno, bio je rođak Vladka Mačeka.
Svoju vojnu karijeru započeo je u Krosnu, gdje se pridružio poljskoj vojsci. Od trenutka kada su nadređeni stavili Krosnjanski bataljun pod njegovo zapovjedništvo, Maczek je započeo ofenzivu protiv snaga Zapadnoukrajinske Narodne Republike  (ZUNR-a) s ciljem da svojim napadom smanji pritisak na opsjednuti Lavov . 
Zbog nedostatne potpore, poljski napad je zastao nakon početnih uspjeha kod Ustrzyka, Chyrówa i Felsztyna. Poljsko-ukrajinski rat se pretvorio u rovovski rat do konca zime. 
U travnju 1919., povukao se iz svoje postrojbe postavši organizatorom i zapovjednikom tzv. leteće družine (izvorno: lotna kompania) koja se nalazila u sklopu 4. poljske pješačke divizije generala Aleksandrowicza. Ustrojena je prema njemačkim Sturmbatalionima iz prvog svjetskog rata. Valja napomenuti da je bila u potpunosti motorizirana i dobro opremljena teškim strojo-puškama. Većinu postrojbe činili su iskusniji vojnici i poglavito vojnici iz krosnjanskog bataljuna. Njihova borbena vrijednost bila je iznad prosjeka poljskih snaga u to vrijeme. Zbog toga je i služila za vatrogasne mjere u vojnom smislu, odnosno držala je bojišnicu u obrambenim operacijama iznimno se boreći u poljskoj proljetnoj ofenzivi. Također je sudjelovala u najtežim borbama u Poljsko-ukrajinskom ratu uključujući i bitke kod Drohobycza, Stanisławówa, Buczacza i kod glavnog grada ZUNR-a, Stryja.

## Vanjske poveznice
- Kapetan Kazimierz Duda - 1. poljska oklopna divizija - C.K.M.  Arhivirana inačica izvorne stranice od 14. ožujka 2007. (Wayback Machine)
- Povijest 1. poljske oklopne divizije  Arhivirana inačica izvorne stranice od 8. lipnja 2008. (Wayback Machine)
- 1. poljska oklopna divizija u bitci za Falaise  Arhivirana inačica izvorne stranice od 28. studenoga 2007. (Wayback Machine)